# Paharivka (Paharivka), Djankoi
Paharivka (în ucraineană Пахарівка) este localitatea de reședință a comunei Paharivka din raionul Djankoi, Republica Autonomă Crimeea, Ucraina.

## Demografie
Componența lingvistică a localității Paharivka
     Rusă (61,22%)
     Ucraineană (29,87%)
     Tătară crimeeană (7,58%)
     Alte limbi (0,93%)
Conform recensământului din 2001, majoritatea populației localității Paharivka era vorbitoare de rusă (61,22%), existând în minoritate și vorbitori de ucraineană (29,87%) și tătară crimeeană (7,58%).